# Rudolf Toboła
Rudolf Toboła (ur. 21 maja 1927 w Maricourt we Francji, zm. w 1987 w Niemczech) – polski zapaśnik, olimpijczyk z Helsinek 1952.
Wszechstronny zapaśnik, walczył zarówno  w stylu klasycznym, jak i wolnym. 8-krotny mistrz Polski.
Na igrzyskach olimpijskich w 1952 wystartował w stylu klasycznym w wadze koguciej, zajmując w turnieju miejsca 12.–15.